# San Antonio (Belice)
San Antonio (o San Antonio Cayo) es una comunidad del distrito de Cayo, en Belice. En el último censo realizado en el año 2000, su población era de 2 124 habitantes. A mediados de 2005, la población estimada de la ciudad era de 2 700 habitantes.
- Datos: Q7413287